# Super Lliga de Belize de futbol
La Super Lliga de Belize de futbol, oficialment Super League of Belize, fou una competició de Belize de futbol, creada el 2006. No era afiliada a la Football Federation of Belize. Desaparegué el 2011 en fusionar-se amb la Belize Premier Football League per crear la Premier League of Belize.

## Historial
Font:
- 2007: Tex Mar Boys
- 2008: Valley Renaissance
- 2009: Tex Mar Boys
- 2010: City Boys United
- 2011: Placencia Assassins